# Danvou-la-Ferrière
Danvou-la-Ferrière település Franciaországban, Calvados megyében. Lakosainak száma 160 fő (2018. január 1.). Danvou-la-Ferrière Montchauvet, Ondefontaine, Roucamps, Saint-Jean-le-Blanc és Le Mesnil-Auzouf községekkel határos.

## Népesség
A település népességének változása:
| Lakosok száma | 179  | 177  | 155  | 166  | 163  | 167  | 171  | 164  | 161  | 160  |
|               | 1975 | 1982 | 1990 | 1999 | 2006 | 2011 | 2013 | 2015 | 2017 | 2018 |